# Сљач
Сљач (слч. Sliač, мађ. Szliács) град је у Словачкој, који се налази у оквиру Банскобистричког краја, где је у саставу округа Звољен.

## Географија
Сљач је смештен у средишњем делу државе. Главни град државе, Братислава, налази се 200 километара западно од града.
Рељеф: Сљач се развио у пространој и плодној Звољенској котлини, окруженој планинским венцем Татри. Град је положен на приближно 300 метара надморске висине.
Клима: Клима у Сљачу је умерено континентална.
Воде: Сљач се развио на реци Хрон, која дели град на два дела.

## Историја
Људска насеља на овом простору везују се још за време праисторије. Међутим, данашњи град је млад, јер је настао 1959. године спајањем два сеоска насеља, Хајника и Рибара.
Крајем 1918. дати крај је постао део новоосноване Чехословачке. У време комунизма град је нагло индустријализован, па је дошло до наглог повећања становништва. После осамостаљења Словачке град је постао њено општинско средиште, али је дошло до привредних тешкоћа у време транзиције.

## Становништво
| Година:    | 1994. | 2004.   | 2014.   | 2024.   |
| ---------- | ----- | ------- | ------- | ------- |
| Број људи: | 4982  | 4853    | 5015    | 4788    |
| Разлика:   |       | -2,58 % | +3,33 % | -4,52 % |

| Година:    | 2023. | 2024.   |
| ---------- | ----- | ------- |
| Број људи: | 4761  | 4788    |
| Разлика:   |       | +0,56 % |

Данас Сљач има нешто испод 5.000 становника и последњих година број становника расте.
Етнички састав: По попису из 2001. састав је следећи:
- Словаци - 96,1%,
- Чеси - 2,3%,
- остали.

Верски састав: По попису из 2001. састав је следећи:
- римокатолици - 46,1%,
- атеисти - 26,7%,
- лутерани - 22,1%,
- остали.

## Партнерски градови
- Прибислав